# 更登確吉尼瑪
更登確吉尼瑪（又译为「根敦曲吉尼玛」，藏語：དགེ་འདུན་ཆོས་ཀྱི་ཉི་མ་，威利转写：Dge-'dun Chos-kyi Nyi-ma，藏语拼音：Gêndün Qögyi Nyima，1989年4月25日—），藏族人，生於中華人民共和國西藏自治區那曲地區嘉黎縣。
在第十世班禅额尔德尼圓寂后，第十四世達賴喇嘛在金瓶掣签仪式前认定其為班禪的轉世靈童，但這項認定未被中華人民共和國政府承認。而中國政府亦按照清朝金瓶掣签仪式冊立確吉傑布作為第十一世班禪。西藏流亡政府部分成员称確吉傑布未經達賴喇嘛認證以及質疑是動手腳抽出而認定為「名不正言不順」，至於更登確吉尼瑪則被他们俗称為“藏班禅”、“博班禅”、“宗教上的真班禪”。中国国务院新闻办则回应称，尼玛“并非班禅喇嘛转世”，并说他“只不过是中国藏族的一个普通少年。”
西藏流亡政府等組織認為更登確吉尼瑪在1995年5月17日被中國政府軟禁後，下落不明、生死未卜，從此未再公開露面。一些流亡藏人和國際人權組織認為他遭到非法拘禁與限制人身自由，並稱其為“世界上年紀最小的政治犯”，但這項指控被中國政府否認，稱其生活正常，未遭拘禁、限制，家人希望不被打扰，斥责指控在“煽动舆论”、“分裂中国”。2018年4月，第十四世达赖喇嘛声明从“信源”得知更登确吉尼玛存活并接受正常教育，尽管其尚未表明消息来源。

## 背景

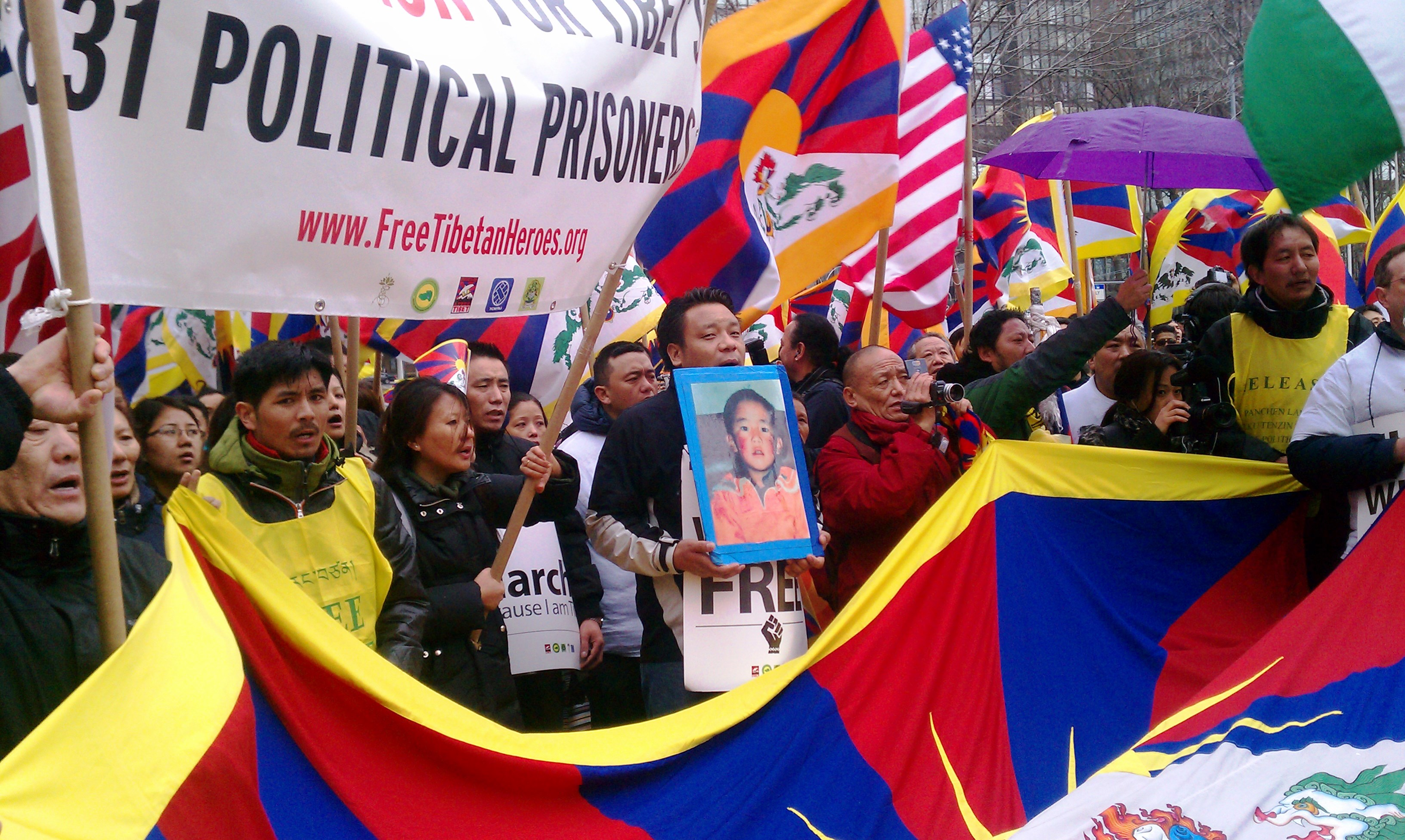
2011年流亡藏人於西藏抗暴紀念日在聯合國外抗議中國拘禁包括更登确吉尼玛在內的大批西藏政治犯

十世班禪班禪額爾德尼·確吉堅贊在1989年於西藏圓寂後，中華人民共和國中央人民政府組織靈童尋訪小組尋訪轉世靈童，該靈童尋訪小組同時並與流亡中的第十四世達賴喇嘛保持聯繫（雙方在此之前曾經有過共同指認同一個候選人為轉世靈童的先例，即第十七世噶玛巴）。靈童尋訪小組經過長達數年的尋訪，初步找到了五名男童，更登确吉尼玛即為其中之一。1995年，全國政協委員、靈童尋訪小組組長、扎什倫布寺住持恰扎·强巴赤列將尋訪結果通信告知達賴喇嘛後，達賴喇嘛於1995年5月14日提前于中华人民共和国政府宣佈更登確吉尼瑪是十世班禪喇嘛的轉世靈童，中华人民共和国政府经调查信息泄露途径后，声称恰扎·强巴赤列「叛國」，並且不承認更登確吉尼瑪的靈童候選資格。恰扎·强巴赤列於次年被判處有期徒刑6年。
靈童尋訪小組另外挑選五名男童中的三名即坚赞诺布、贡桑旺堆、阿旺南追作為第十世班禅转世灵童候选对象參加金瓶掣簽儀式，更登确吉尼玛不在這三名男童當中。1995年11月29日經過金瓶掣簽，中国政府将坚赞诺布确认為第十世班禪額爾德尼的转世灵童。坚赞诺布于1995年12月8日在扎什伦布寺举行坐床典礼，经师波米·强巴洛珠活佛为其剃度，并为之取法名为吉尊·洛桑强巴伦珠确吉杰布·白桑布。
更登確吉尼瑪的父親是貢確平措，母親是德慶曲珍，還有一名大哥和一名姐姐。西藏流亡政府方面称，在更登確吉尼瑪被第十四世達賴喇嘛確認為第十世班禪喇嘛的轉世靈童後，他的家人被中国政府“秘密劫持”。

## 失蹤
中华人民共和国国务院稱，當時只有六歲的男童更登確吉尼瑪只是普通小孩，為了避免其陷入政治鬥爭中，政府並於1995年5月17日將其從家中帶走「保護起來」（1996年中国政府稱）。据星岛环球网，对于尼玛的下落，中国政府向人权组织与西藏流亡分子严格保密。西藏流亡政府稱他是“世界上年紀最小的政治犯”，又呼籲國際社會關注；2006年中华人民共和国中央政府則稱他状况良好，家人只想過平靜生活。
在西藏流亡政府所在地的達蘭薩拉，僧人們會特地在4月25日更登確吉尼瑪生日當天在佛寺裡替其舉行平安法會，西藏流亡政府也將這天定為官方紀念日。
西藏自治區副主席尼瑪次仁在2007年7月28日曾強調，將更登確吉尼瑪稱為班禪是「不合法」的，同時強調更登確吉尼瑪目前已在西藏上高中，兄弟姐妹中既有學生亦有已工作的社會人士。中华人民共和国政府称其主持金瓶掣签仪式确定十一世班禅后，一直「注意保护其他候选灵童的隐私」，但「一些外国势力不断传播有关谣言」。称更登確吉尼瑪是「愛國的公民」，这名「灵童」本身就是一个「受害者」，目前「像普通人民一样生活，不希望外界打扰」。政府「無權干涉其生活，並尊重其意願」。
2013年，藏人行政中央和西藏人民議會發布聯合聲明表示，5月17日是第十一世班禪更登確吉尼瑪被「秘密劫持」之日，因而將2013年5月17日定為「國際聲援西藏日」，以紀念因中华人民共和国政府“侵占西藏所導致非正常死亡的100多萬藏人”與2009年後“為爭取自由”而自焚的藏人。
2018年4月，第十四世达赖喇嘛声明从“信源”得知更登確吉尼瑪仍健康生活，并接受正常的教育。另外，达赖喇嘛还提到一个僧侣拥有多个转世化身在藏传佛教内并非没有先例。然而达赖喇嘛本人和西藏流亡政府从未正式宣布承认獲中方承認之競逐者确吉杰布的班禅地位。
2020年5月19日，中华人民共和国外交部发言人赵立坚在记者会上称，当年的男童（更登确吉尼玛）接受了免费义务教育，已经大学毕业，现在三十一岁，有一份工作，无论是他还是其家庭都不愿被打扰目前正常的生活。

## 觀點
據央视网报導，第十世班禪額爾德尼在世时，对于活佛转世问题，提出应“先找出三个候选灵童，然后逐一进行调查”，“我想在释迦牟尼像前，采取‘金瓶掣签’的办法来确定。” 中央政府後來表示第十四世达赖喇嘛不顾历史定制，破坏宗教仪轨，打乱正常寻访进程，否定中央政府在班禅转世问题上的最高权威，在国外擅自宣布的“班禅转世灵童”更登確吉尼瑪完全是非法、无效的。
藏族作家、詩人唯色與其夫王力雄表示：讓假班禪德珠仁波切的轉世靈童“金瓶掣籤”是為將來由作為木偶的他“金瓶掣籤”第十五世達賴喇嘛做準備。中國政府本身是無神論的，沒有任何宗教信仰，是個沒有資格認定活佛的世俗政權，但要來控制藏傳佛教的活佛轉世。
第八世阿嘉呼圖克圖阿嘉·洛桑圖旦·久美嘉措（阿嘉仁波切）於其自傳《順水逆風》（Surviving the Dragon）中声称国家宗教事务局局长葉小文在儀式後返回北京的專機上親口向阿嘉仁波切、嘉木樣活佛、與李鐵映承認如何動手腳以確保抽出屬意的人選：「我們在選定靈童過程中力求做到萬無一失，（我們）在一個裝寫有候選人姓名的象牙簽的錦套中塞了棉花，讓這個候選人的簽高出一截，因此才順利的選中了合適的候選人。」

## 外部連結
- 流亡藏人慶祝班禪更登確吉尼瑪年滿18歲[永久]
- BBC:达赖指定班禅转世灵童年满18岁 （页面存档备份，存于）

| 更登確吉尼瑪 更登确吉尼玛（俗名）出生于：1989年4月25日 | 更登確吉尼瑪 更登确吉尼玛（俗名）出生于：1989年4月25日 | 更登確吉尼瑪 更登确吉尼玛（俗名）出生于：1989年4月25日 |
| 佛教頭銜                                               | 佛教頭銜                                               | 佛教頭銜                                               |
| ------------------------------------------------------ | ------------------------------------------------------ | ------------------------------------------------------ |
| 前任： 確吉堅贊                                        | 第十一世班禅额尔德尼 （第十四世达赖喇嘛认定） 1989年—  | 現任                                                   |